# Serventes de Maria Ministres dels Malalts
Les Serventes de Maria o Serventes de Maria, Ministres dels Malalts o Vetlladores dels Malalts són un institut religiós femení de dret pontifici, concretament una congregació religiosa de germanes dedicades a l'assistència a malalts necessitats. Van ser fundades a Madrid en 1851. Posposen al seu nom les sigles S. de M.

## Història
La congregació va néixer a Madrid per iniciativa del sacerdot servita Miguel Martínez y Sanz (1811-1890), rector al barri de Chamberí. L'objectiu era prestar assistència domiciliària als malalts pobres del barri. Les germanes que s'encarregarien no podrien cobrar res i només viurien de la caritat i l'almoina; a més, per desenvolupar la seva tasca, haurien d'anar a cases d'altri i caminar soles durant la nit, cosa poc habitual entre les religioses.
Per això, el rector va reunir set germanes (com els set fundadors dels servites i els set dolors de la Mare de Déu), entre les quals hi havia Soledad Torres Acosta (1826-1887), considerara la veritable fundadora de la institució. Les altres van ser: Providencia Díaz, Josefa Alegría, Sor María Felisa, Sor Trinidad, Sor Purificación i Pilar Pavés.
El 15 d'agost de 1851 les religioses van fer la seva professió de mans de l'arquebisbe de Toledo, Juan José Bonel y Orbe, iniciant la història de la congregació. Va ser reconeguda com a institut de dret diocesà l'1 d'abril de 1853
La comunitat va arribar a tenir, en 1853, vint-i-quatre membres, però aviat té problemes per a subsistir i la comunitat va començar a disgregar-se: dues germanes van morir, quatre van marxar per la duresa de la tasca i el mateix Miguel Martínez va marxar en 1856 a Guinea com a missioner. Del nucli fundacional, només va quedar Soledad Torres, esdevenint la superiora de dotze religioses que, en tres cases (Madrid, Getafe y Ciudad Rodrigo), formaven llavors la congregació. El bisbe va considerar seriosament la supressió de l'institut.
El 13 de novembre de 1856, el nou director Francisco Morales va canviar de superiora, que havia estat injustament acusada de duresa excessiva. En 1857, però, el nou director, Gabino Sánchez, caputxí, va tornar a cridar Soledad com a superiora. Entre els dos van redactar uns estatuts i, amb el suport d'Isabel II d'Espanya, van evitar la supressió.
L'aprovació papal va arribar el 18 de setembre de 1867 (decretum laudis) i l'11 de juliol de 1876 (aprovació definitiva), per Lleó XIII. Les constitucions, redactades per Soledad Torres i Gabino Sánchez, van ser aprovades el 20 de juny de 1898.
A partir de llavors, es difon arreu d'Espanya i Amèrica: en 1875 va obrir casa a Cuba i, després a Santander, Almeria, Saragossa, etc. En 1914 tenia 286 germanes en 29 cases. A més, van ocupar-se de l'Hospital de San Carlos del Escorial.

## Activitats i difusió
La congregació continua, com al seu origen, atenent els malalts amb menys recursos, especialment a casa seva.
N'hi ha comunitats a Europa (Espanya, Portugal, França, Itàlia, Regne Unit), en Amèrica (Estats Units, Mèxic, Equador, Colòmbia, Panamà, República Dominicana, Puerto Rico, Cuba, Argentina, Perú, Bolívia, Brasil, Uruguai), al Camerun i les Filipines. La seu general és a Roma.
Al final de 2005 tenia 1.712 germanes en 114 cases.